# Liste der Kulturdenkmäler in Dielkirchen
In der Liste der Kulturdenkmäler in Dielkirchen sind alle Kulturdenkmäler der rheinland-pfälzischen Ortsgemeinde Dielkirchen einschließlich des Ortsteils Steingruben aufgeführt. Grundlage ist die Denkmalliste des Landes Rheinland-Pfalz (Stand: 27. November 2018).

## Denkmalzonen
| Bezeichnung                          | Lage                                                       | Baujahr                | Beschreibung | Bild                           |
| ------------------------------------ | ---------------------------------------------------------- | ---------------------- | --- | ------------------------------ |
| Denkmalzone Alter jüdischer Friedhof | Dielkirchen, Bergstraße Lage                               | frühes 19. Jahrhundert | im frühen 19. Jahrhundert angelegt, um 1900 erweitert, 1920 Anlage eines neuen Gräberfeldes, bis 1930 belegt; 27 Grabsteine, darunter Gruppe gotisierender Grabmäler, Mitte des 19. Jahrhunderts                              | weitere Bilder Fotos hochladen |
| Denkmalzone Ortskern                 | Dielkirchen, Hauptstraße 3, 5, Rathausstraße 2, 4, 11 Lage | ab dem 18. Jahrhundert | historisch gewachsene Baugruppe aus ortsbildbeherrschender protestantischer Pfarrkirche, spätklassizistischem Schulhaus (1875), Rathaus (1934/35), Wohnhaus (19. Jahrhundert) und Einfirsthaus (wohl aus dem 18. Jahrhundert) | BW                             |

## Einzeldenkmäler
| Bezeichnung                 | Lage                                      | Baujahr                           | Beschreibung | Bild                           |
| --------------------------- | ----------------------------------------- | --------------------------------- | --- | ------------------------------ |
| Brücke                      | Dielkirchen, Bahnhofstraße Lage           | 1890                              | Brücke über die Alsenz, zweibogige Sandsteinquaderkonstruktion, bezeichnet 1890, Architekt N. Emich, Kirchheimbolanden; landschaftsbildprägend                                                          | BW                             |
| Protestantische Pfarrkirche | Dielkirchen, Hauptstraße 3 Lage           | 1738                              | schlichter barocker Saalbau, bezeichnet 1738, Westturm bezeichnet 1727/28; Orgel, 1793 von Philipp Christian Schmidt, Rockenhausen; zwei Glocken, Anfang des 14. Jahrhunderts und 1464; ortsbildprägend | weitere Bilder Fotos hochladen |
| Hofanlage                   | Dielkirchen, Hauptstraße 7 Lage           | 1742                              | barockes Einfirsthaus mit Krüppelwalmdach, Zierfachwerk, bezeichnet 1742; straßenbildprägend | BW                             |
| Hofanlage                   | Dielkirchen, Hauptstraße 13 Lage          | erste Hälfte des 18. Jahrhunderts | Dreiseithof, Zierfachwerk, erste Hälfte des 18. Jahrhunderts | BW                             |
| Dorfmühle                   | Dielkirchen, Mühlstraße 18 Lage           | 1799                              | ehemalige Dorfmühle mit Mühlgraben; hakenhofförmige spätbarocke Baugruppe mit Wohnhaus, bezeichnet 1799, und Mühlentrakt, Scheune 1868                                                                  | BW                             |
| Wohnhaus                    | Steingruben, Alsenzstraße 10 Lage         | 1821                              | nachbarockes Wohnhaus mit Krüppelwalmdach, bezeichnet 1821 | BW                             |
| Portal                      | Steingruben, Alsenzstraße, an Nr. 14 Lage | 1602                              | spätgotisches Portalgewände, bezeichnet 1602 | BW                             |